# Pont de Grenelle
Der Pont de Grenelle ist eine Straßenbrücke in Paris über die Seine und die Île aux Cygnes (Schwaneninsel), die 1825 für den Brückenbau aufgeschüttet wurde und den Fluss hier in zwei Arme teilt.

## Standort
Die nahe der Maison de Radio France stehende Brücke ist eine der mehreren Verbindungen zwischen dem 15. und dem 16. Arrondissement. Ebenfalls wie zwei weitere Brücken ist sie in Flussmitte auf der Insel Île aux Cygnes abgestützt und von den 37 Seinebrücken innerhalb von Paris in Fließrichtung gezählt die Nummer 34.

## Beschreibung des heutigen Bauwerks
Die insgesamt 220 m lange Brücke hat eine 22 m breite Fahrbahn und zwei 4 m breite Gehwege. Auf der Fahrbahn ist beidseitig eine Spur für Busse und Radfahrer und die Mittellinie markiert. Auf den unmarkierten Richtungsfahrbahnen kann in jeweils drei Spuren gefahren werden. Die nördliche Brückenrampe ist allerdings nicht in ganzer Breite nutzbar, da das Gebäude der Rue Maurice Bourdet n° 5 eine Fahrspur blockiert und der Gehweg wie auch der Fahrverkehr um das Gebäude herumgeleitet wird. Von der Brückenmitte aus führt ein 34 m langer Fußgängersteg parallel zur Flussrichtung auf die Insel hinunter.
Das Tragwerk besteht aus sieben parallelen stählernen Vollwandträgern, deren mittlere Abschnitte auf zwei Reihen von Betonpfeilern gelagert sind, die im Abstand von 20 m auf der Île aux Cygnes stehen. Über den beiden Flussarmen bilden die Träger Kragarme mit Spannweiten von je 85 m. Die Träger enden auf 15 m langen Betonbrücken mit Öffnungen für den Verkehr auf dem Hafenbereich bzw. auf der am rechten Ufer verlaufenden Schnellstraße Voie Georges Pompidou.

## Die kleine Freiheitsstatue
Auf der westlichen Spitze der Île aux Cygnes steht ein Modellentwurf der von Frédéric-Auguste Bartholdi geschaffenen und 1886 in New York eingeweihten Freiheitsstatue. Der nachrevolutionäre (1789) und seither auch in Frankreich immer wieder von der Debatte um die Menschenrechte geprägte Originaltitel der Statue lautet: La Liberté éclairant le monde (dt. Die Freiheit, die Welt erhellend). Die 11,5 m hohe und 14 t schwere Bronzestatue ist ein Abguss des Gipsmodells im Maßstab 1:4, das Bartholdi zur Vorbereitung seines Hauptwerkes erstellt hatte. Der Abguss vom Modell wurde Frankreich von in Paris als Colonie Parisienne ansässigen Amerikanern als Dank geschenkt und am 4. Juli 1889 zum Jahrestag der Unabhängigkeitserklärung der Vereinigten Staaten vom Staatspräsidenten Sadi Carnot und dem amerikanischen Botschafter Whitelaw-Reid eingeweiht.
Sie stand damals mit Blick über die Brücke hin zur Innenstadt von Paris, entgegen Bartholdis Vorstellung, wonach sie nach Westen, in Richtung der Vereinigten Staaten gewandt sein müsse. Erst anlässlich der Pariser Weltausstellung von 1937 wurde sie entsprechend Bartholdis Wünschen in der virtuellen Blickrichtung zu ihrem viermal so hohen Gegenstück im New Yorker Hafen umgedreht.

## Geschichte

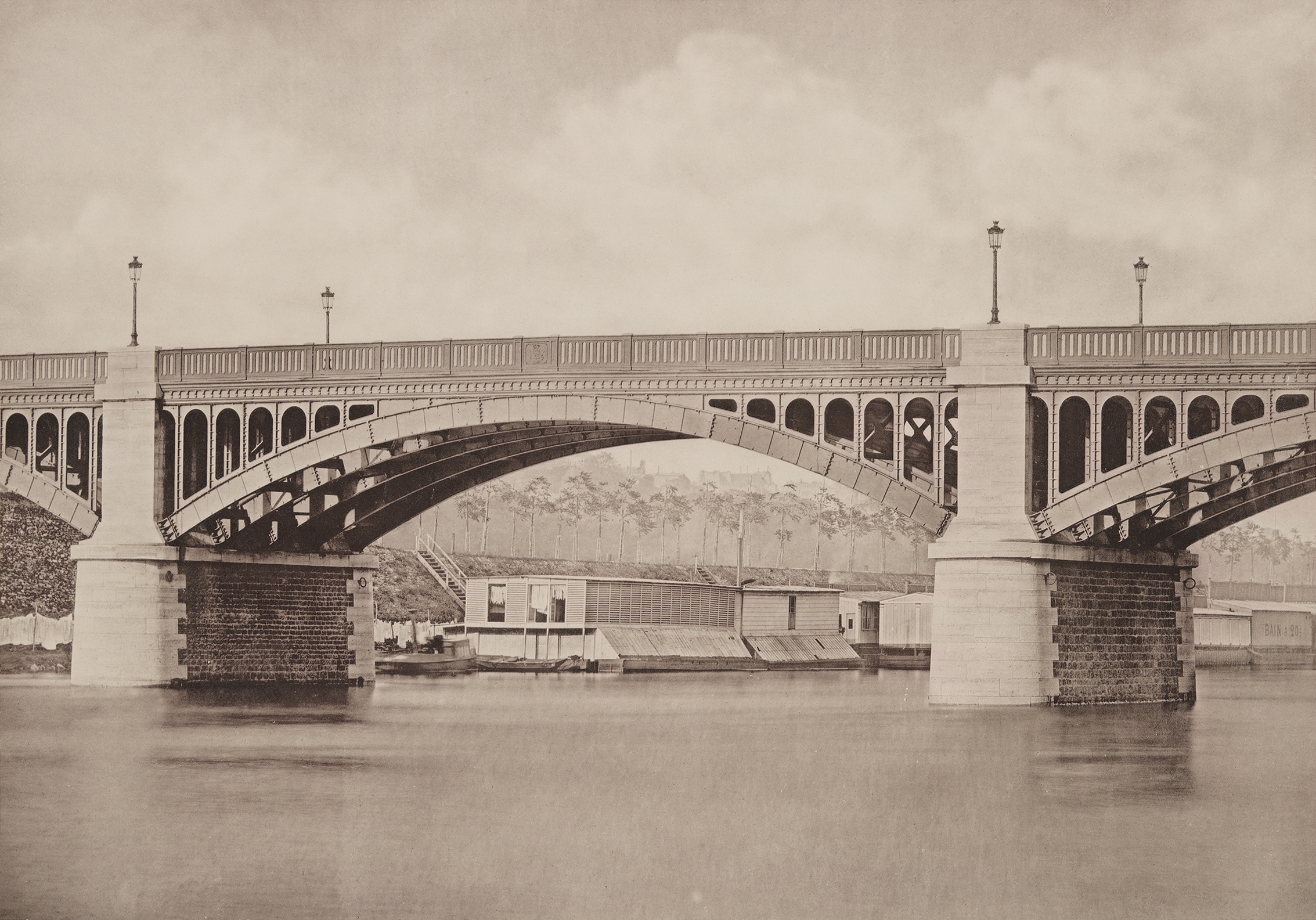
Pont de Grenelle 1883

Die erste Brücke wurde 1827 eröffnet. Die Holzbrücke auf Mauerwerkspfeilern stand damals noch außerhalb von Paris und verband die neu gebaute Siedlung Nouveau Village de Grenelle mit der noch eigenständigen Gemeinde Passy. Außerdem sollte sie den weiträumigen Verkehr erleichtern. Die Mautgebühren reichten von 1 Centime für Schweine, Schafe oder Ziegen, 2 Centimes für Esel, 5 Centimes für Rinder und Fußgänger, 10 Centimes für Reiter, 15 Centimes für einspännige Kutschen bis zu 25 Centimes für zweispännige Kutschen.
Zweites Bauwerk: 1874 wurde eine gusseiserne Brücke mit jeweils drei Bögen über die beiden Flussarme eröffnet, da die alte Brücke dem gestiegenen Verkehr nicht mehr gewachsen war. Außerdem wurde ein Platz für die geplante Aufstellung der Freiheitsstatue eingerichtet.
Schon Anfang des 20. Jahrhunderts zeigte sich, dass die Brücke dem gestiegenen Verkehrsaufkommen sowohl auf der Straße als auch auf dem Fluss nicht mehr genügte. Als Mitte des Jahrhunderts Korrosionserscheinungen und Risse auftraten, entschied man sich für einen Neubau. In den Jahren 1966 bis 1968 wurde die gegenwärtige dritte Brücke an diesem Platz nach den Plänen der Ingenieure Thenault, Grattesat und Pilon gebaut, die die Flussarme ohne den Schiffsverkehr störende Pfeiler überquert.